# Monstera falcifolia
Monstera falcifolia é uma espécie de planta do gênero Monstera.  

## Taxonomia
A espécie foi descrita em 1905 por Adolf Engler. 